# Michelangelo Pantanella
Michelangelo Pantanella detto Michele (Arpino, 17 maggio 1823 – Roma, 1897) è stato un imprenditore italiano, fondatore dell'omonimo pastificio e del noto marchio di fabbrica del settore alimentare.

## Biografia

### Da Arpino a Roma
Discendente da un'antica famiglia con tracce risalenti al medioevo risulta imparentato col ramo dei Penta-Cinella, i cui membri ricoprono cariche influenti e hanno attività nel settore delle granaglie e alimentare. Si sposa appena diciottenne con Angela Maria Di Fulco, una vedova di Monte San Biagio, con la quale lascia la città natia nel 1848, sembra per una negativa esperienza imprenditoriale di Michelangelo e relativi strascichi fallimentari. I due coniugi si stabiliscono a Roma, dove avviano un commercio ambulante di pizze di granturco nei pressi prima del Colosseo, in seguito a piazza Montanara, una zona particolarmente attiva nella città dell'epoca per essere punto di ritrovo dei contadini provenienti dalle campagne e luogo preferito degli scrivani pubblici.
L'attività deve andar loro bene se , nonostante due furti subiti,  possono accumulare una riserva di grano e fagioli in un magazzino ragionevolmente tenuto in affitto nella zona. Lo scarso raccolto che si registra nel 1859 e la non buona qualità del frumento (forse in conseguenza del maltempo), consente loro di vendere a buon prezzo l'intera scorta, con buon profitto che viene reinvestito in un forno per la panificazione aperto in via della Fontanella.
Pantanella si inserisce nel mercato della molitura e della pastificazione, senza tema di affrontare la speculazione dei grandi gruppi del settore che, con la scusa dell'esportazione, riescono ad accantonare grandi scorte da redistribuire sul mercato romano in scarsa quantità e caro prezzo. Le cose non cambiamo con la proclamazione di Roma a capitale d'Italia, probabilmente per la pressione che i grandi gruppi possono continuare ad esercitare, ma il settore va comunque incontro ad una rapida crescita nonostante i vincoli degli interessi pubblici e privati, che nel settore si concentrano ben presto nella Società dei Molini e Magazzini Generali di Roma, costituita sotto l'egida della finanza cattolica rappresentata dal Banco di Roma.

### Il pastificio a via dei Cerchi
Si deve ritenere che i suoi affari vadano comunque bene se nel 1861 è proprietario di un fondo lungo via della Greca costituito da case, fienili e giardini, dove pensa di impiantare le basi del suo futuro stabilimento di macinazione e pastificazione. Il fondo è ampliato con un attiguo appezzamento di terreno acquistato ad un'asta, l'acquisto della limitrofa proprietà Cortesi (1878), e una permuta con il comune per un ultimo riquadro su via dei Cerchi. La pratica viene rallentata dalla Sorprintendenza alle Antichità e Belle Arti, che da tempo intende liberare l'area del Circo Massimo dalle Officine del Gas ed altre costruzioni e non vede di buon occhio che un edificio ne ostacoli la visuale dai lungotevere.
(Archivio Storico Capitolino, Tit. 54, prot 9802/1870 in Cialoni, op. cit.)
Come si evince dalla nota ora citata viene imposto di arretrare di qualche metro la facciata dell'edificio lungo l'asse di via dei Cerchi ma senza che quest'ultima strada ne tragga un giovamento. Essendo la carreggiata in pendenza, infatti, l'area inedificata viene comunque livellata e dotata di una scalinata, ancora oggi esistente come il camminamento a livello del piano terra. La costruzione dell'edificio unico in tutta la proprietà, quello ancora esistente, prende il via nel 1878 su progetto dell'architetto Pio Scarselli, ed è seguita nel 1879 dalla richiesta di poter impiantare dieci forni a vapore sul brevetto messo a punto da Jacok Perkins, autorizzata personalmente dal sindaco Emanuele Ruspoli il 3 marzo dello stesso anno. Durante la costruzione, nel 1878, un incendio distrugge l'ala adibita alla pastificazione. È il primo di una lunga serie di eventi infausti.
I suoi prodotti devono essere davvero buoni se il prestigio dell'imprenditore cresce al punto da vedersi offerta la presidenza dell'Associazione nazionale fra i mugnai, costituita a Torino nel 1883 ma con la sede trasferita a Roma per decisione del suo terzo congresso nazionale. Pantanella viene anche eletto membro del consiglio direttivo dell'associazione ed è socio del Pio sodalizio dei fornai italiani in Roma, la confraternita dei fornari (ancora oggi avente sede nella Chiesa di S. Maria di Loreto). La sua presenza nel 1889 tra i contribuenti con reddito di ricchezza mobile superiore a 10.000 lire annue (assieme a 24 banchieri, 15 appaltatori, 12 proprietari di fornaci, 11 mercanti di campagna, oltre ad albergatori, grossisti, tipografi), lo conferma, e ne fa uno dei più rinomati imprenditori della città. Che la pasta e i dolci Pantanella siano i preferiti dei romani appare chiaro anche dai numerosi tentativi di scalata all'azienda da parte della finanza cattolica. La Molini e Magazzini Generali di Roma, infatti, riesce a conquistare facilmente le piccole e medie imprese del settore ma non a vincere la resistenza dell'imprenditore arpinate, che chiude facilmente ogni trattativa avanzando pretese assurde.

### L'acquisizione del Banco di Roma

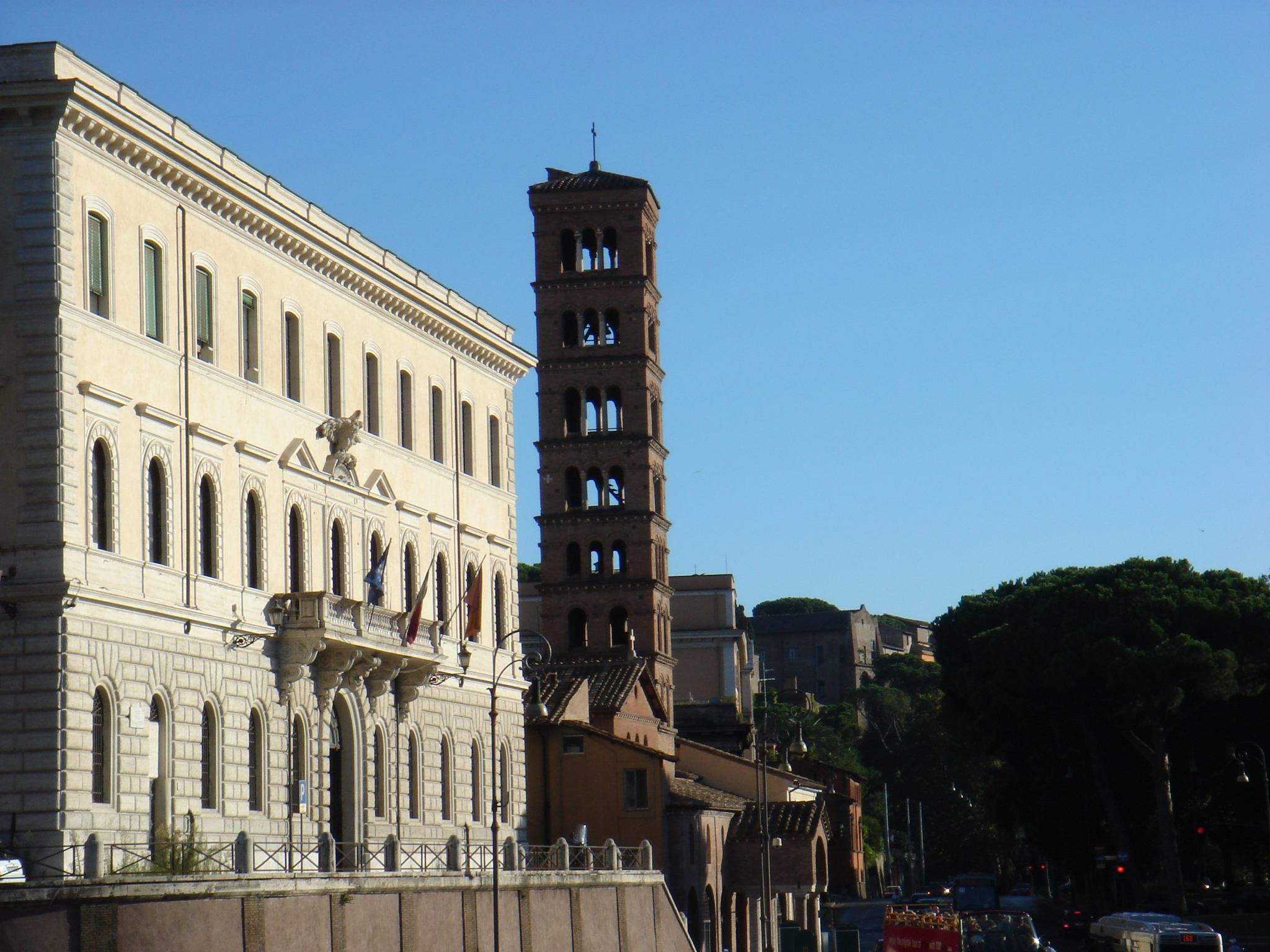
L'ex pastificio Pantanella.

Negli anni '90 dell'800 il settore è diventato un duopolio tra la Molini e la Pantanella, con la prima che versa in non buone condizioni a causa di una congiuntura sfavorevole del settore e dei debiti contratti coi fornitori per l'acquisto di grosse partite di grano, acquistate a credito nell'illusione di poter fronteggiare la concorrenza aumentando una produzione che non regge il confronto. L'una vuole inglobare l'altra e sembra che un punto d'incontro verso l'unificazione, che si tradurrebbe in predominio totale del mercato, non appare possibile, anche se una trattativa in tal senso viene portata avanti da Giuseppe Novi, direttore e gerente della Pantanella, e da Ernesto Pacelli, consigliere della Molini. Viene quindi spontaneo chiedersi se l'incendio scoppiato nella notte del 6 febbraio 1892, che danneggia gravemente il primo e il secondo piano e fa crollare il tetto, sia accidentale o doloso.
Per capire quale portata abbia l'evento si pensi che sul posto, a incendio ancora in corso, accorrono il re Umberto I e Urbano Rattazzi. L'idea che l'incendio possa essere doloso nasce dall'incubazione, al momento in pieno corso, dello scandalo della Banca Romana, l'istituto di riferimento di Pantanella, con cui non fa in tempo e negoziare un prestito e si trova anzi esposto per i quattro milioni di lire ivi depositati e per un'ipoteca accesa sulla proprietà immobiliare dell'impresa. L'acquisizione dei debiti da parte del banco di Roma mette infatti l'imprenditore nelle mani di quella finanza cattolica che lo aveva sempre avversato, con la quale trova giocoforza un accordo per la fusione delle due imprese nella Società molini e pastificio Pantanella. L'elenco degli azionisti e delle loro quote mostra in posizione dominante i Pacelli, la Banca Romana in liquidazione e il Banco di Roma; Michelangelo Pantanella è assente e suo figlio Tommaso, che gestisce da alcuni anni un panificio, ha una partecipazione minoritaria di 200 azioni e siede nel Consiglio di Amministrazione.
La fusione è in realtà una vera e propria acquisizione, col vantaggio di potersi fregiare di un rinomato marchio di fabbrica, cui Pantanella, ormai anziano, fa appena in tempo ad assistere. La data della sua scomparsa non è nota ma viene fissata al mese di dicembre del 1897.